# Jorrit Kunst
Jorrit Kunst (Uithuizermeeden, 11 mei 1989) is een Nederlands voormalig profvoetballer.

## Carrière
Kunst speelde in de jeugd voor VV Gasselternijveen, GRC Groningen en FC Groningen. In het seizoen 2010/11 maakte hij deel uit van de eerste selectie, maar tot een debuut kwam het niet. Vervolgens vertrok Kunst in het seizoen 2011/12 transfervrij naar FC Emmen, alwaar hij op 5 augustus 2011 in en tegen Eindhoven (3-0 verlies) zijn debuut in het betaald voetbal maakte. Hij speelde de hele wedstrijd.
Na drie seizoenen WKE (Topklasse zondag) en twee seizoenen Be Quick 1887 (Derde divisie zondag) maakt Kunst in het seizoen 2018/19 de overstap naar V.V. IJsselmeervogels wat uitkomt in de Tweede divisie

## Statistieken
| Seizoen         | Club            | Competitie      | Wedstrijden | Doelpunten | Wedstrijden KNVB Beker | Doelpunten KNVB Beker | Wed. totaal | Dlp. Totaal |
| --------------- | --------------- | --------------- | ----------- | ---------- | ---------------------- | --------------------- | ----------- | ----------- |
| 2010/11         | FC Groningen    | Eredivisie      | 0           | 0          | 0                      | 0                     | 0           | 0           |
| 2011/12         | FC Emmen        | Eerste divisie  | 32          | 1          | 1                      | 0                     | 33          | 1           |
| 2012/13         | FC Emmen        | Eerste divisie  | 28          | 0          | 2                      | 0                     | 30          | 0           |
| Carrière totaal | Carrière totaal | Carrière totaal | 60          | 1          | 3                      | 0                     | 63          | 1           |